# Jourdan Ziff
Jourdan Kenna Ziff , ou Jourdan Ziff, ou simplesmente Jourdan (Los Angeles, Califórnia, 26 de setembro de 1996) é uma futebolista estadunidense que atua como centroavante. Atualmente joga no Whitecaps FC Elite.

## Carreira

### Início
Iniciou a carreira em 2014, jogando pelo TVSA Hawks, clube que acumulou uma sequência de 17 jogos inivictos. Ajudou a equipe do ensino médio a fazer três aparições no CIF.

### Loyola Greyhounds
Em 2015, passou a jogar pelo time universitário Loyola Greyhounds. Lá atuou em 13 jogos, iniciando titular em 3 deles, recebeu duas vezes o prêmio de jogadora jovem da semana da Patriot League.
No ano seguinte, jogou em 12 jogos, sendo titular em 9 deles. Porém sofreu uma lesão que a tirou de boa parte da temporada, terminou o ano com 4 gol e 1 assistência.

### Puerto Rico Sol
Em 2021, assinou com seu primeiro time profissional, o Puerto Rico Sol, clube ao qual atuou na temporada 2021-2022. Pela equipe sagrou-se campeão do Campeonato Porto-Riquenho de 2021 fazendo 2 gols na final.

### NJS
Ainda em 2022, acertou com o clube finlandês Nurmijärven Jalkapalloseura, chamado de NJS.

### Santos
Em 31 de janeiro de 2023, é anunciada como no reforço do Santos, para vestir a camisa 9 e atuar ao lado de Cristiane.

## Vida pessoal
Jourdan Ziff é formada em Marketing e Negócios. Filha de Neal e Julia Ziff, sua avó materna é brasileira e trabalhou na embaixada do Brasil nos Estados Unidos. Ironicamente tanto sua avó quanto sua mãe conheceram Pelé pessoalmente, porém a centroavante chegou logo após a morte do rei do futebol e não teve a mesma oportunidade.
Ziff foi nomeada para o quadro de honra da Temecula Valley High School durante todos os quatro anos.
Em seu Instagram, a atleta mostra imagens onde mostra praticar constantemente o surfe.